# Agyrta rothschildi
Agyrta rothschildi är en fjärilsart som beskrevs av Max Wilhelm Karl Draudt 1915. Agyrta rothschildi ingår i släktet Agyrta och familjen björnspinnare. Inga underarter finns listade i Catalogue of Life.